# 9327 Duerbeck
9327 Duerbeck è un asteroide della fascia principale. Scoperto nel 1989, presenta un'orbita caratterizzata da un semiasse maggiore pari a 2,8720344 UA e da un'eccentricità di 0,1521574, inclinata di 5,74784° rispetto all'eclittica.